# Piassavakvast

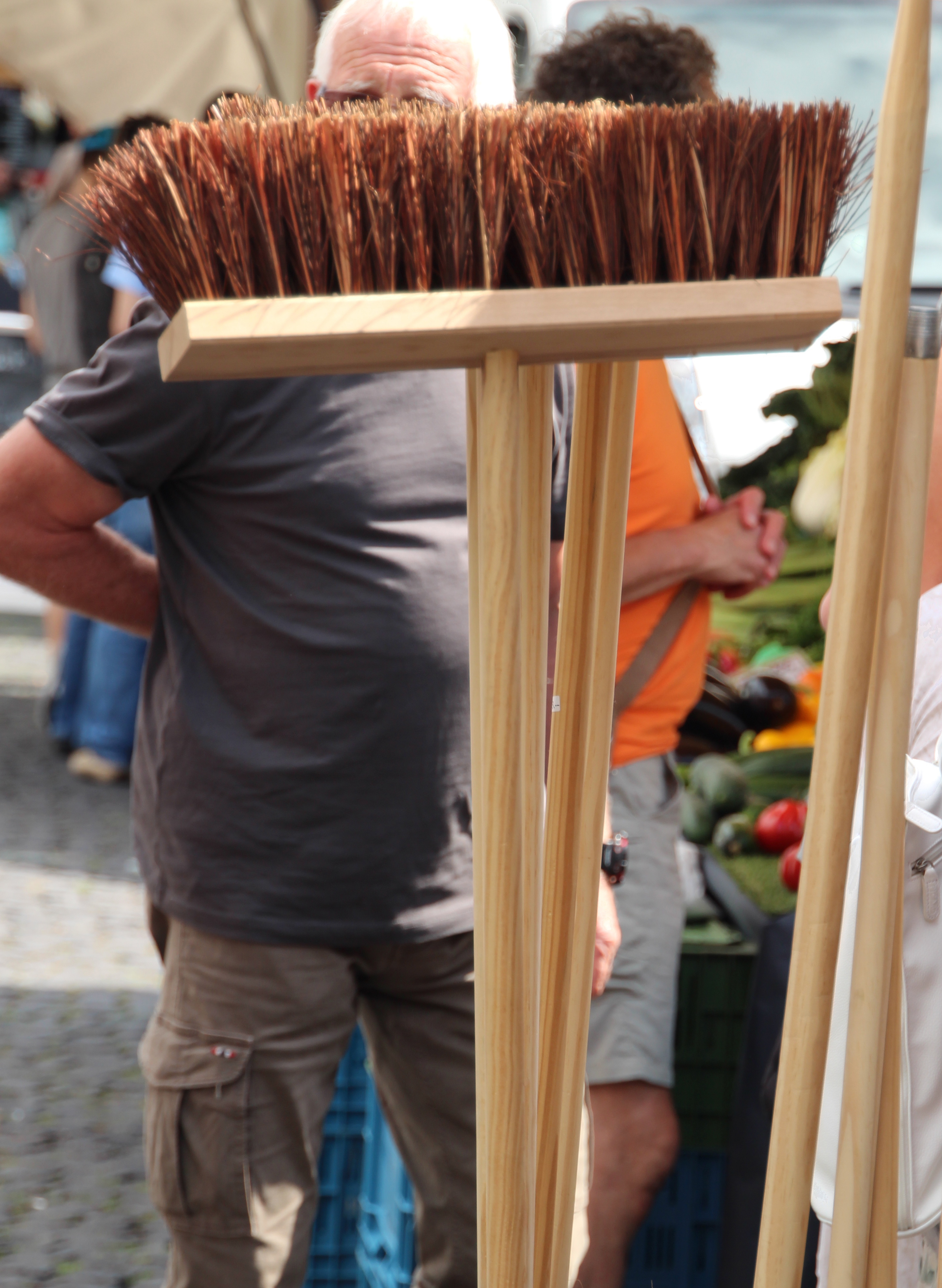
Piassavakvast

Piassavakvast är en kvast med långt skaft, där kvastens strån är fästa vid ett platt, oftast rektangulärt trästycke. Den är avsedd för att sopa grova underlag som t. ex. betonggolv och trädgårdsgångar. Ursprungligen var kvastens strån de grova fibrerna från palmblad, men numer görs stråna även av styv plast. Namnet "piassava" härstammar från portugisiskans piassaba, som betecknar just palmbladens fibrer. I Sverige har ordet "piassavakvast" använts sedan mitten av 1800-talet.
De olika piassavasorterna är äkta eller brasiliansk piassava som hämtas från Parápiassavapalmen Leopoldinia piassaba som växer vid en biflod till Rio Negro, Bahiapiassavapalmen (Attalea funifera) som växer i Brasilien, afrikansk- eller Rafiapissava hämtas från Raphia vinifera eller Raphia farinifera som anses vara av sämre kvalitet. Palmyra- eller Bassiapiassava hämtas från palmyrapalmen och anses jämförlig med kitulpiassavan som hämtas från Kitulpalm. Madagaskar- eller vonitrapiassavan fås från Madagaskarpiassavapalmen, Dypsis fibrosa, vilken dock är av sämre kvalitet.